# Хартмансдорф (Айзенберг)
Хартмансдорф (нем. Hartmannsdorf) — община в Германии, в земле Тюрингия.
Входит в состав района Заале-Хольцланд. Подчиняется управлению Хайделанд-Эльстерталь. Население составляет 708 человек (на 31 декабря 2010 года). Занимает площадь 1,63 км².
Коммуна подразделяется на 6 сельских округов.